# Diplocentrus montecristo
Espèce
Diplocentrus montecristo est une espèce de scorpions de la famille des Diplocentridae.

## Distribution
Cette espèce est endémique du Chiapas au Mexique. Elle se rencontre vers Villaflores.

## Étymologie
Son nom d'espèce lui a été donné en référence au lieu de sa découverte, Montecristo.

## Publication originale
- Armas & Martín-Frías, 2000 : Cuatro especies nuevas de Diplocentrus (Scorpiones: Diplocentridae) de México. Anales de la Escuela Nacional de Ciencias Biológicas, vol. 46, no 1, p. 25-40.